# Шморль, Кристиан Георг
Кристиан Георг Шморль (нем. Christian Georg Schmorl; 2 мая 1861, Мюгельн — 14 августа 1932, Дрезден) — немецкий врач и патолог.

## Биография
К. Г. Шморль — пятый сын судьи Эрнста Адольфа Шморля (1818—1907) и Клименты Франциски, урожденной Могк. Учился в княжеской гимназии Св. Афры (Prinzenschule Sankt Afra, ныне Sächsisches Landesgymnasium Sankt Afra) в Мейссене, после окончания её изучал в течение года математику во Фрайбурге, затем перешел на медицинский факультет Лейпцигского университета, который окончил в 1887 году. В последующие годы он работал патологоанатомом под руководством знаменитого профессора Бирх-Гиршфельда, в 1892 году получил ученую степень доктора наук, защитив диссертацию об эклампсии.
В 1892 году стал специалистом по патологии и судебной медицине в Лейпциге.
В 1894 году Шморль сменил Карла Фридриха Адольфа Неельсена на посту главы Института патологии городского госпиталя в Дрезден-Фридрихштадте. В этом госпитале он проработал до 1931 г. С 1894 года принадлежал к Саксонской медицинской коллегии. 3 октября того же года он сочетался браком с Марией Мартаус, в браке с которой родились впоследствии две дочери и сын. В 1903 году автор удостаивается звания профессора, а в 1930 году ему присуждают звание почетного доктора (Doctor honoris causa) Лейпцигского университета за вклад в ветеринарную патологию.
В 1932 году, подвергая патологоанатомическому исследованию труп, поранил палец осколком кости при вскрытии позвоночника. Воспаление осложнилось сепсисом, от которого ученый умер 14 августа 1932 года, через две недели после травмы.
В 1952 году, в ознаменование двадцатой годовщины его смерти, институт патологии в Дрезден-Фридрихштадте, в котором учёный проработал несколько десятков лет, был переименован в Институт патологии имени Георга Шморля (Institut für Pathologie Georg Schmorl).
Кристиан Георг Шморль был непритязательным и скромным человеком, пользовавшимся особенной любовью студентов и стажёров благодаря своей доброте к ним. Его еженедельные клинико-патологические конференции имели большой успех и посещались не только клиническим штатом больницы, но также и многими врачами Дрездена.

## Научная карьера

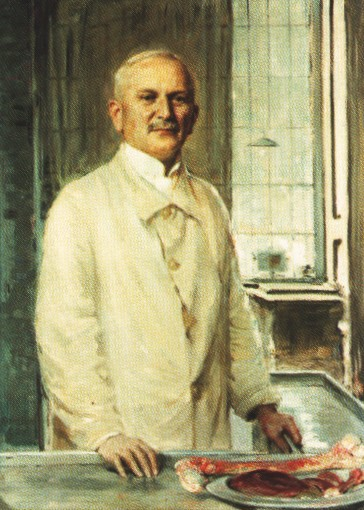
Роберт Штерль: Георг Шморль (1921)

После защиты диссертации об эклампсии Шморль продолжил работу над данной проблемой и опубликовал монографию, в которой осветил роль плаценты в патогенезе гестозов. Также он изучал туберкулез плаценты и наследование туберкулеза.
Ввёл в 1904 году термин «ядерной желтухи», которым первоначально обозначал только патологоанатомический феномен особенно остро отграниченной и интенсивной окраски в жёлтый цвет базальных ганглиев мозга у новорождённых детей, умерших от желтухи новорожденных. Позже понятие было перенесено также на неврологическую картину болезни, которую являют дети, которые переживают тяжелую желтуху. Ранее она была описана Иоганнесом Ортом. Одним из первых Шморль описал миелофиброз. Открыл бактерию Fusobacterium necrophorum.
Шморлю принадлежит много работ по нормальной гистологии и патологии костной системы. Основную книгу в этой области, озаглавленную «Здоровый и больной позвоночник» (Die Gesunde und Kranke Wirbelsäule), автор окончил за несколько месяцев до смерти. В 1927 году Шморль описал патологоанатомическую картину хрящевых узелков, развивающихся при болезни Шейермана-Мау в губчатой кости позвоночника, названную после его смерти грыжей Шморля.
Х. Г. Шморль разработал ряд методов гистологической окраски:
- Окраска по Шморлю I (Реакция Шморля) на восстанавливающие вещества, такие как липофусцин и меланин.
- Окраска по Шморлю II для окраски компактного вещества костной ткани.

Кроме того, его перу принадлежит изданное в 1897 году руководство по методам гистопатологии, заслужившее мировую известность и выдержавшее 15 изданий.